# Scytodes jurupari
Scytodes jurupari är en spindelart som beskrevs av Cristina A. Rheims och Antonio D. Brescovit 2004. Scytodes jurupari ingår i släktet Scytodes och familjen spottspindlar. Inga underarter finns listade i Catalogue of Life.